# Leucophlebia pinratanai
Leucophlebia pinratanai  es una polilla de la familia Sphingidae. Vuela en Tailandia, Burma, Laos, Vietnam, Sumatra